# Edificio Celosía

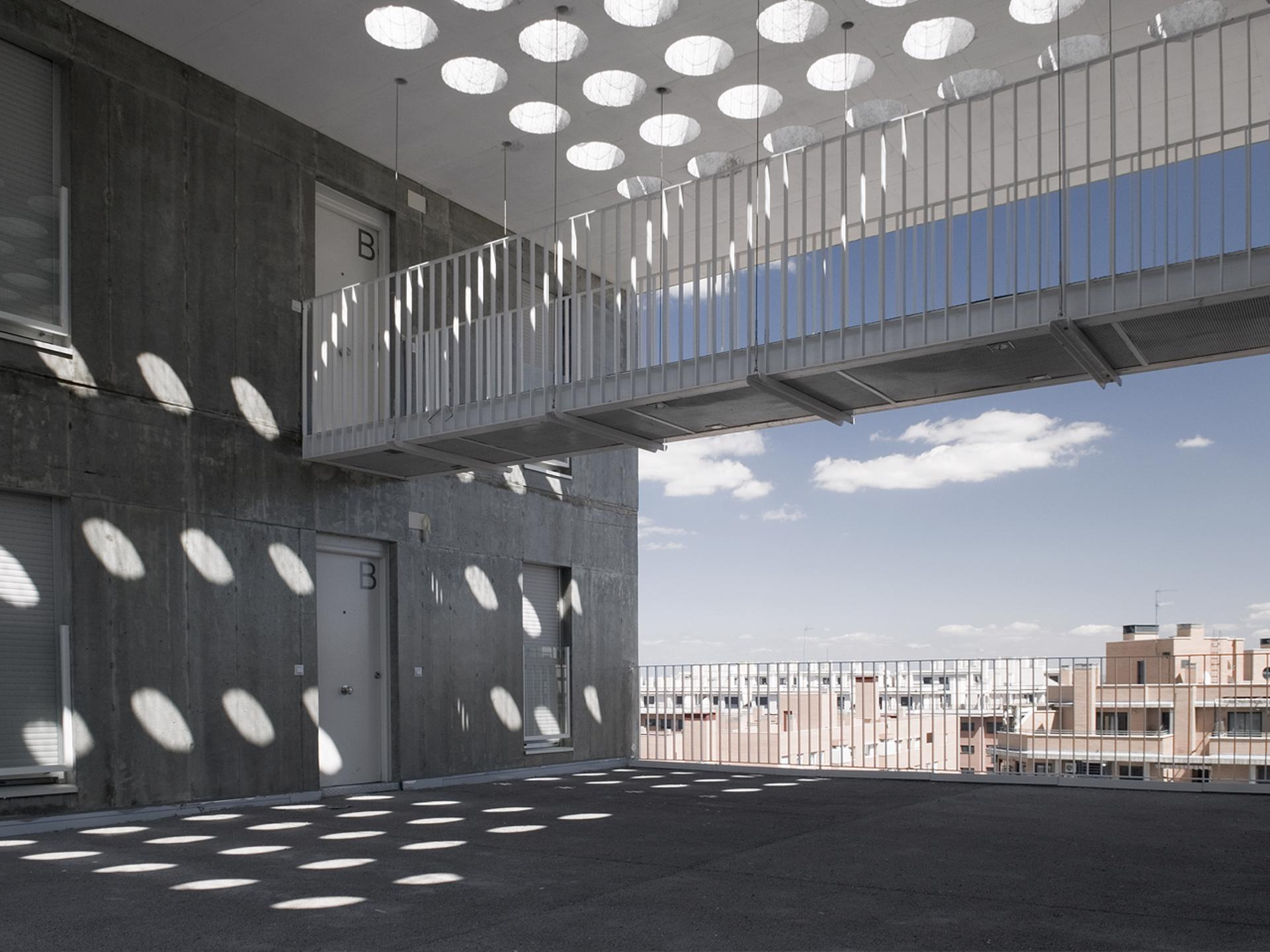
Patios en altura

El Edificio Celosía, es un bloque de viviendas sociales, ubicadas en la avenida de Francisco Pi i Margall, 10, en el barrio de Sanchinarro  de Madrid; diseñado por la arquitecta Blanca Lleó y el estudio MVRDV, se construyó entre los años 2001-2008.

## Descripción
Se trata de una construcción en un área de 21550 metros cuadrados, con un presupuesto de 12.6 millones de euros, de viviendas sociales promovidas por  la Empresa Municipal de Vivienda y Suelo (EMVS) del Ayuntamiento de Madrid.
Se trata de una especie de conglomerado de 30 volúmenes construidos (que dan lugar a 146 apartamentos) y 30 espacios, concebidos como espacio de uso vecinal,  que se van intercalando unos con otros, dando lugar a un bloque de manzana cerrada que al mismo tiempo da una gran sensación de espacio y fluidez. Además se crearon 165 plazas de garaje. Esta combinación entre espacio construidos y abiertos es lo que otorga al edificio su aspecto de celosía, y de ahí su nombre.
Los volúmenes construidos contienen viviendas que pueden disponer desde una habitación a tres, todos ellos con los espacios comunes normales (cocina, lavabos, distribuidor, pasillos y comedor). Además al existir los volúmenes abiertos todas las viviendas disponen de al menos dos fachadas, e incluso hay apartamentos que cuentan con tres fachadas, lo que incide en la iluminación y ventilación naturales de los apartamentos.
Como en muchos otros de sus proyectos residenciales, el edificio Celosía  se caracteriza por presentar formas variadas e innovadoras, entre las que los espacios comunes de relación social son protagonistas y se convierten en elementos compositivos del edificio. Pero sin olvidar la sostenibilidad y la eficiencia energética.
Para la construcción se eligió el sistema molde, ya que permite una construcción más rápida y sostenible. Se crean unas “unidades base” y unas “unidades supletorias”, de este modo el tamaño y disposición de las viviendas puede modificarse sin que suponga un coste añadido, ni un tiempo extra.

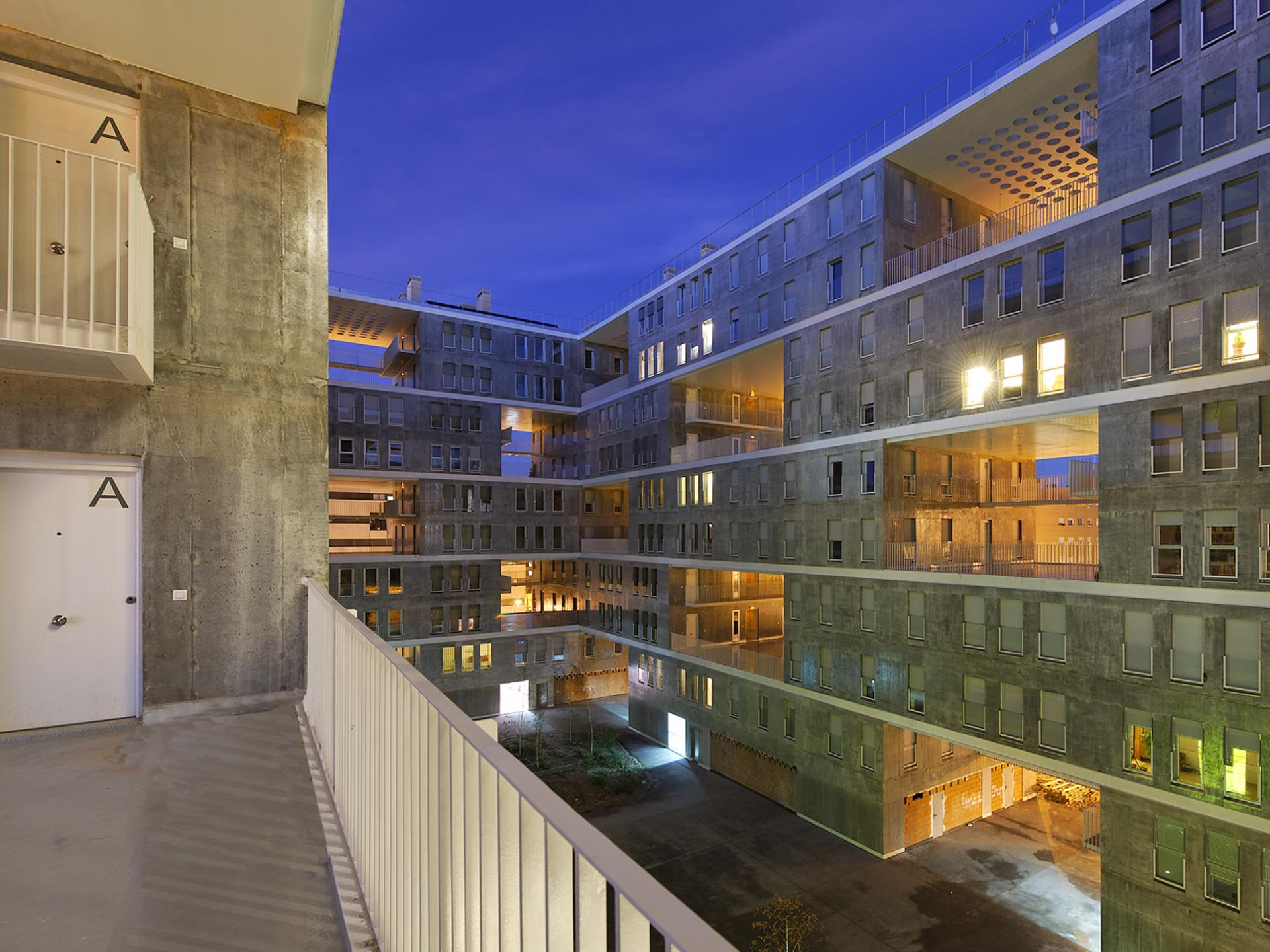